# Assunzione della Vergine (Lotto Celana)
L'Assunzione di Maria è un dipinto olio su tela realizzato da Lorenzo Lotto nel 1527 e conservato come pala d'altare nella chiesa di Santa Maria Assunta di Celana. La datazione è indicata sul rotolo di pergamena posto in primo piano a sinistra.

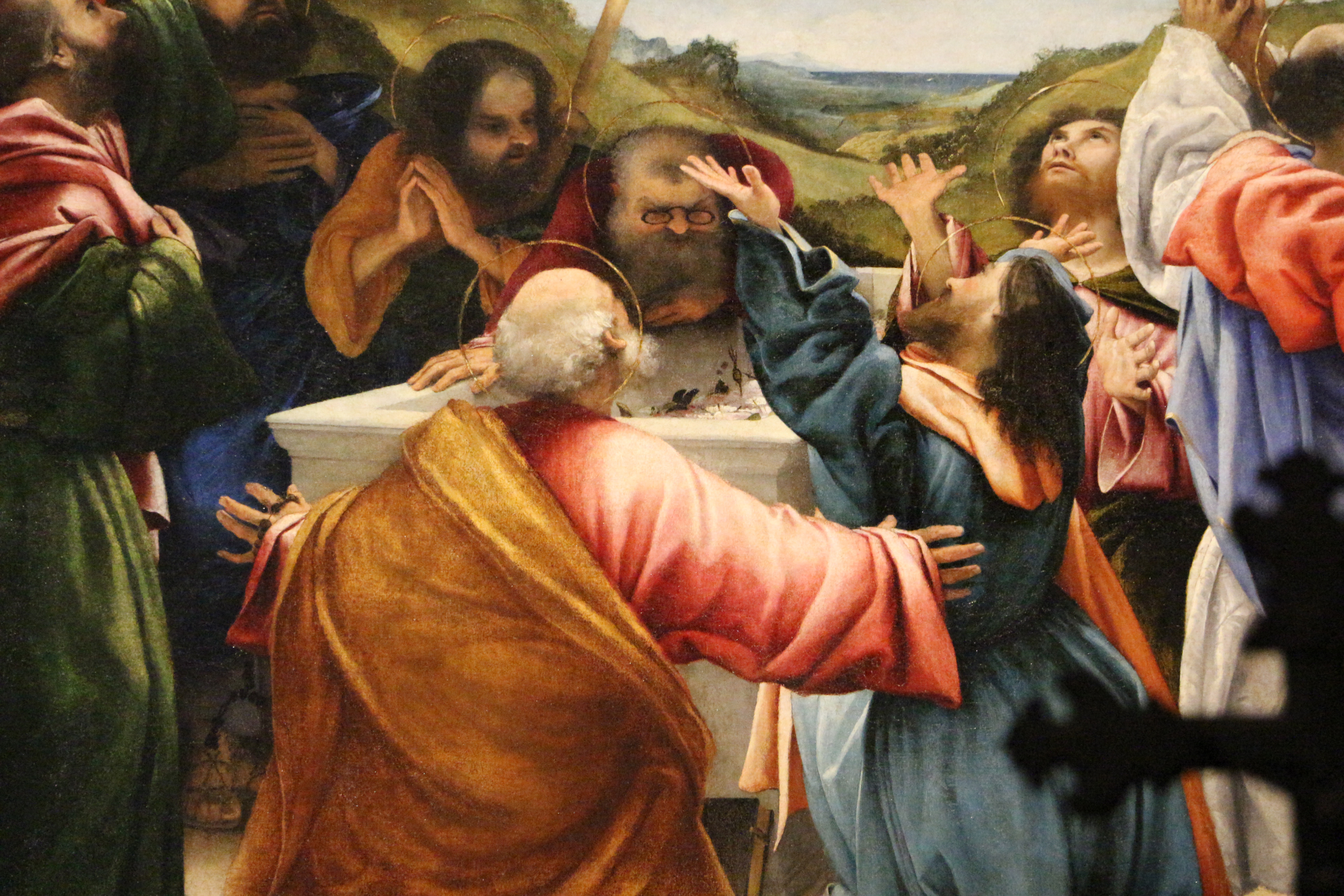
Assunzione della Vergine-particolare

## Storia
Lorenzo Lotto venne a Bergamo nel 1513 e vi rimase fino al 1526 quando fece ritorno a Venezia, sua città natale, sperando di ottenere onori e committenze così come era successo nella città orobica, non fu certo in questo modo che fu accolto nella città lagunare.
Il dipinto fu commissionato a Lorenzo Lotto dal caprinese Balsarino Marchetti de Angelini, ricco mercante di panni-lana. La tela fu commissionata al veneziano quale dono alla chiesa di Celana per fare omaggio ai sindaci della vicinia perché fosse nominato parroco il suo parente “Cristoforo Marchetti de Angelini” della chiesa di Santa Maria Assunta. 

Il Lotto erano già due anni che si era allontanato da Bergamo ma aveva lasciato un importante segno nella cittadina orobica portando l'arte rinascimentale veneziana in un territorio che fino ai primi anni del Cinquecento subiva l'influenza dell'arte milanese.
Il dipinto fu collocato nella chiesetta del seminario posto a fianco della chiesa di Celana per esser poi conservato come pala d'altare della chiesa intitolata alla Madonna Assunta nella parte absidale nell'ancona neobarocca.

## Descrizione
Il dipinto raffigura il momento successivo alla morte e deposizione della Vergine quando si eleva al cielo, secondo un asse centrale verticale, non assimetrico. I discepoli si trovano intorno al sepolcro addolorati per la morte della Madonna, quando improvvisamente vengono illuminati da una luce abbagliante che accoglie il corpo della Vergine e la accompagna in alto nel cielo, e se a prima può sembrare una comune raffigurazione dell'assunzione di Maria al cielo, è in realtà ricco di significati riproponendoci il percorso artistico dell'artista, tipico dei suoi dipinti.

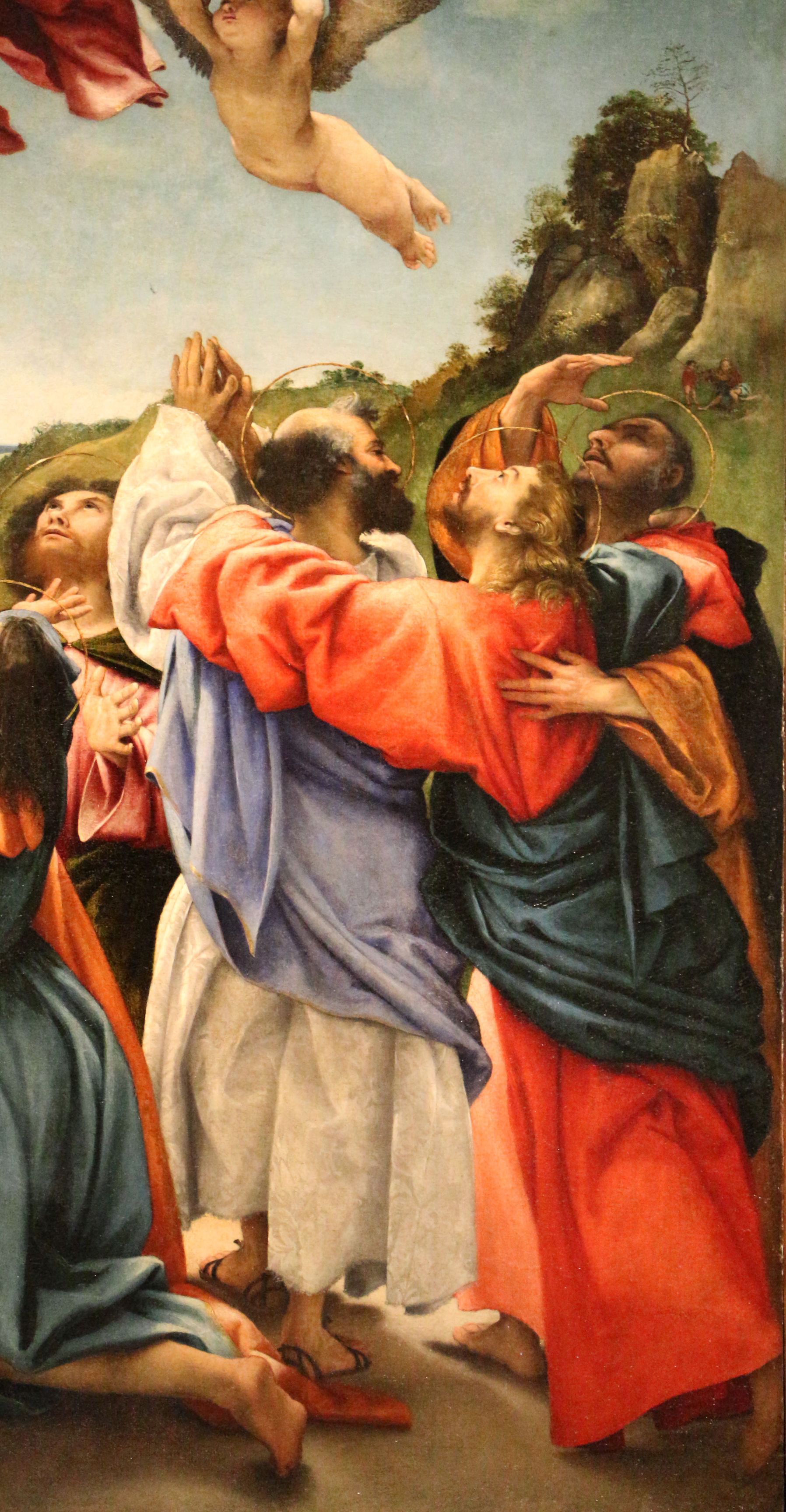
Lorenzo lotto, Assunta-particolare

Il racconto si compone sulla tela su tre livelli anche se il cielo chiaro pare uniformarsi in uno spazio unico. 

Nel livello inferiore vi sono i dodici apostoli raffigurati come semplici popolani floridi, ma avvolti in abiti dagli splendidi colori e che reagiscono con vitalità alla scena cui sono testimoni.
San Pietro è raffigurato di schiena nella parte centrale del dipinto, inginocchiato e con le braccia spalancate in atto contemplativo. Indossa un abito rosso, colore del dolore, con mantello dorato. Nella parte destra tre discepoli cercano aiuto nella reciproca comprensione dell'evento abbracciandosi. Altri esprimono meraviglia e stupore, il primo a sinistra ha il piede alzato quasi a volere seguire la Vergine. Altri invece controllano il sepolcro ormai vuoto. Tra questi Giacomo il Maggiore con il Bordone del pellegrino e le mani unite in preghiera e accanto a lui forse san Tommaso con gli occhiali per meglio controllare quelle uniche rose che sono rimaste nel sepolcro. Questo indica la modernità dell'artista. A sinistra vi è il rotolo di pergamena dove è riportata la data di realizzazione nell'uso che era del XVI secolo.
La Vergine è posta dentro una mandorla che la accompagna verso l'alto dove la luce diventa sempre più luminosa, la stessa luce che ha illuminato gli apostoli. Il suo atteggiamento di preghiera e lo sguardo volto verso il paradiso, è molto solenne ma l'abito e il manto che indossa la rendono molto vivace; è raffigurata nella forma molto plastica, con lo slancio di ascesa verso il cielo, sorretta e accompagnata da putti e angeli raffigurati nelle classiche movenze così riconoscibile del Lotto. Accanto a lei la cintura che lascia agli apostoli perché ravveda san Tommaso dal suo dubbio.
Ultimo livello è il paesaggio quasi concavo e le scene che completano la parte centrale della tela. Il dipinto testimonia gli studi approfonditi che Lotto aveva compiuto sui lavori sia di Leonardo che di Albrecht Dürer con il rinascimento tedesco. La forza espressiva varia e comunicativa dei discepoli e il chiaroscuro sfumato hanno assonanze leonardesche che rimandano al Cenacolo. Appare invece nella rigidità degli abiti caratteristiche düreriane, mentre del Tiziano sono il moto concitato dei personaggi che ricordano la pala dellAssunta della basilica veneziana dei Frari.
Lorenzo Lotto in questo quadro ripropone nei toni caldi e freddi l'arte veneta che aveva appreso da giovane alla scuola del Bellini, e nei movimenti aggraziati della Vergine ingentilita anche dallo sguardo volto al cielo e dall'atteggiamento pio, si avvicina alla pittura del Raffaello con cui aveva vissuto un periodo durante le pitture delle sale vaticane. Così come il suo riprendere l'arte di Fra Bartolomeo nell'immagine dell'angelo.
L'Assunta è raffigurata in una mandorla che nella parte alta presenta nubi plumbee, mentre ai suoi pedi la valle disegna una “V” ed è ricca di dettagli con richiami all'arte nordica e anche ai paesaggi leonardeschi.
Il paesaggio riprende scene che si allontanano da quella principale rimandando alla micropittura nordica. Uno di questi riprende l'arrivo di san Tommaso nella Valle di Giosafat a l'evento della cintura che a lui affida la Vergine perché si ravveda della sua incredulità. Il santo è raffigurato chino sul sepolcro in atteggiamento da esaminatore con espressione scettica con il bisogno di comprendere quale sia la verità: Il Lotto lo raffigura con gli occhiali, soggetto poco inserito nelle pitture sacre. L'artista riprende le pitture di Hughes de Saint-Cher raffigurante san Tommaso da Modena negli affreschi del Convento di San Nicolò di Treviso dove i monaci vengono dipinti con le lenti quale oggetto necessario ai loro studi. Ma l'artista usa lo strumento dando loro il doppio significato riprendendo la definizione con cui viene indicato il santo "abisso" che con il termine dal greco “thomas”  "separazione" per la sua caratteristica di saper separare l'umano dal divino aprendo gli occhi, e nel dipinto l'artista pone gli occhiali per accentuare questa capacità, dell'anima per vedere quale è la verità che ci viene rivelata.